# إد إيرفين
إد إيرفين (بالإنجليزية: William Edward Irwin)‏ هو لاعب كرة قاعدة أمريكي، ولد في 1882 في فيلادلفيا في الولايات المتحدة، وتوفي بنفس المكان في 5 فبراير 1916.

## وصلات خارجية
- إد إيرفين على موقع دوري كرة القاعدة الرئيسي (الإنجليزية)
- إد إيرفين على موقعبيزبول رفرنس.كوم (الدوري الرئيسي) (الإنجليزية)
- إد إيرفين على موقعبيزبول رفرنس.كوم (الدوري الثانوي) (الإنجليزية)
- إد إيرفين على موقع إي إس بي إن.كوم (أم.أل.بي) (الإنجليزية)
- إد إيرفين على موقع مشجعي الرسوم البيانية (الإنجليزية)